# Patrick Lemaître
Patrick Lemaître (Francia, ...) è un attore francese.

## Filmografia

### Attore

#### Cinema
- Angelica (Angélique, Marquise des Anges), regia di Bernard Borderie (1964) non accreditato
- Angelica alla corte del re (Merveilleuse Angélique), regia di Bernard Borderie (1965)
- Bascule, regia di Jean Dasque - cortometraggio (1967)
- Bonne Fête Maman, regia di François Nolla e Romy Trajman (2014)

#### Televisione
- Plaisir du théâtre – serie TV, 1 episodio (1961)
- Il tesoro delle 13 case (Le trésor des 13 maisons) – serie TV (1961)
- Le rouge et le noir, regia di Pierre Cardinal – film TV (1961)
- Les mystères de Paris, regia di Marcel Cravenne – film TV (1961)
- Quatre-vingt-treize, regia di Alain Boudet – film TV (1962)
- Le scieur de long, regia di Marcel Bluwal – film TV (1963)
- Vidocq – serie TV, 1 episodio (1967)
- Le théâtre de la jeunesse – serie TV, 3 episodi (1962-1968)
- Les saintes chéries – serie TV, 2 episodi (1968-1971)
- Les cinq dernières minutes – serie TV, 3 episodi (1968-1972)

### Sceneggiatore
- Les Lolies – serie TV, 6 episodi (2014)